# Thallomys paedulcus
Il ratto delle Acacie (Thallomys paedulcus  Sundevall, 1846) è un roditore della famiglia dei Muridi diffuso nell'Africa orientale e meridionale.

## Descrizione
Roditore di medie dimensioni, con la lunghezza della testa e del corpo tra 120 e 162 mm, la lunghezza della coda tra 130 e 210 mm, la lunghezza del piede tra 25 e 30 mm, la lunghezza delle orecchie tra 17 e 25 mm e un peso fino a 68 g.

La pelliccia è soffice. Le parti superiori sono grigio chiare, tendenti al grigio-giallastro. Le parti ventrali e le zampe sono bianche. Una maschera facciale scura si estende dalla punta del naso fino agli occhi. Le orecchie sono grandi e larghe. Le dita sono munite di artigli corti ma robusti. La coda è più lunga della testa e del corpo, è uniformemente marrone e ricoperta di peli che gradualmente diventano più lunghi verso l'estremità, dove formano un ciuffo. Il numero cromosomico è 2n=43,44,45 e 46.

## Biologia

### Comportamento
È una specie notturna e arboricola. Si rifugia negli alberi cavi e tra i rami in gruppi familiari.

### Alimentazione
Si nutre di semi di Acacia ed altre parti vegetali della stessa pianta.

### Riproduzione
Femmine gravide sono state osservate tra febbraio e aprile e tra settembre e dicembre.

## Distribuzione e habitat
Questa specie è diffusa in Etiopia e Somalia meridionali, Kenya, Tanzania, Malawi, Zambia, Zimbabwe, Mozambico, Angola, Repubblica Democratica del Congo meridionale, Sudafrica nord-orientale e Swaziland.
Vive in ambienti associati ad alberi del genere Acacia.

## Tassonomia
Sono state riconosciute 9 sottospecie:
- T.p.paedulcus: Provincia sudafricana del Transvaal settentrionale, Mozambico centrale e meridionale;
- T.p.acaciae (Roberts, 1915): Provincia sudafricana del Transvaal meridionale;
- T.p.lebomboensis (Roberts, 1931): regione sudafricana del Natal nord-orientale, Swaziland;
- T.p.moggi (Roberts, 1913): Provincia sudafricana dell'Orange Free State;
- T.p.rhodesiae (Osgood, 1910): Zambia orientale, Malawi, Mozambico settentrionale;
- T.p.scotti (Thomas & Hinton, 1923): Etiopia meridionale, Kenya, Tanzania;
- T.p.somaliensis (Roche, 1964): Somalia meridionale;
- T.p.stevensoni (Roberts, 1933): Zimbabwe, Zambia occidentale, Botswana orientale, Namibia nord-orientale, Angola, Repubblica Democratica del Congo meridionale;
- T.p.zambeziana (Lundholm, 1955): Zambia meridionale.

## Conservazione
La IUCN Red List, considerato il vasto areale, la popolazione numerosa e la probabile presenza in diverse aree protette, classifica T.paedulcus come specie a rischio minimo (Least Concern).